# Gerry Taggart
Gerald ("Gerry") Taggart (Belfast, 18 oktober 1970) is een Noord-Iers voormalig voetballer die voornamelijk als centrale verdediger speelde. Het overgrote deel van zijn spelerscarrière bracht hij door bij Barnsley en Leicester City. Taggart won de League Cup met Leicester in 2000.
Taggart speelde 51 interlands voor Noord-Ierland, waarin hij zeven keer scoorde.

## Clubcarrière

### Manchester City en Barnsley
Taggart begon zijn professionele loopbaan in 1989 bij Manchester City, destijds geen topclub. Hij mocht slechts twaalf keer proeven van competitievoetbal en koos in 1990 voor een avontuur bij Barnsley, dat uitkwam in de toenmalige Second Division of Engelse tweede klasse. Hij promoveerde met Barnsley naar de First Division. Taggart speelde meer dan 200 competitiewedstrijden voor Barnsley en kwam als centrale verdediger zestien keer tot scoren.

### Bolton Wanderers
Bolton Wanderers betaalde £ 1.500.000 voor Taggart in de zomer van 1995. Bolton was het jaar ervoor gepromoveerd naar de Premier League. Taggart zakte met Bolton naar de First Division, maar keerde na één seizoen alweer terug. Bolton graaide 98 punten bij elkaar in het seizoen 1996/1997.

### Leicester City
Taggart tekende in juni 1998 een contract bij Leicester City, waar hij de komende zes jaar zijn grootste successen zou boeken als defensieve partner van Steve Walsh en, na diens vertrek na veertien jaar, voornamelijk Matt Elliott. Bij de club waren toen spelers als Emile Heskey en Muzzy Izzet actief. Leicester won in Taggarts periode de League Cup in 2000 – met een 2-1 overwinning tegen revelatie Tranmere Rovers – en was verliezend finalist in 1999. Tottenham Hotspur won in 1999 de League Cup met een laat doelpunt van Allan Nielsen. Taggart speelde beide finales de volledige wedstrijd. Taggart, die aan Filbert Street ook een bonkige fysieke verschijning ontwikkelde, verliet Leicester na de degradatie in het seizoen 2003/2004.

### Latere carrière
Taggart kwam gedurende de laatste twee seizoenen van zijn professionele loopbaan, van 2004 tot 2006, uit voor Stoke City, dat hem het voorgaande jaar al huurde van Leicester.
Taggart beëindigde zijn spelerscarrière in 2007, toen hij uitkwam voor Tamworth op amateurniveau.

## Erelijst
| Competitie     |                |                |
| Competitie     | Aantal         | Jaren          |
| Leicester City | Leicester City | Leicester City |
| -------------- | -------------- | -------------- |
| League Cup     | 1×             | 1999/00        |

## Interlandcarrière
Taggart debuteerde voor het Noord-Iers voetbalelftal tegen Noorwegen op 27 maart 1990 (2-3 verlies). Hij scoorde zijn eerste doelpunt voor Noord-Ierland op 5 februari 1991, tijdens een met 3-1 gewonnen vriendschappelijke interland tegen Polen. Taggart scoorde zeven keer voor Noord-Ierland uit 51 interlands, waarvan de laatste keer tegen Spanje op 3 juni 1998. Taggarts laatste interland kwam er op 12 oktober 2002. Hij speelde 69 minuten tegen Spanje, een kwalificatiewedstrijd met oog op het Europees kampioenschap voetbal 2004. Grant McCann kwam in zijn plaats. Noord-Ierland verloor kansloos met 3-0.